# Riu Alamut
El riu Alamut és un riu de l'Iran a la província de Qazvín. Neix a la part occidental del Taḵt-e Solaymān de 4.850 metres; s'ajunta amb el riu Talakan (Rūd-e Ṭālaqān) formant el riu Shah (Šāh-rūd) que travessa les muntanyes Elburz centrals i orientals d'est a oest formant la vall de Rudbar i la vall d'Alamut, al peu de la muntanya Sīāh Lān (4.175 metres), de les muntanyes de l'Elburz (4.056 metres) i les muntanyes de Qazvín. Té uns cent quilòmetres de llarg.